# 2022年ロシアのウクライナ侵攻中のロシアとの協力
2022年ロシアのウクライナ侵攻中に、一部のウクライナ市民がロシア軍と軍事的および政治的な対敵協力を行った。この事例には、2人のウクライナの将軍、1人のウクライナの交渉担当者およびロシアがウクライナで就任させた複数の市長が含まれる。

## 法的規制
2022年2月24日にロシアによるウクライナ侵攻が始まった後、ヴェルホーヴナ・ラーダ（ウクライナ議会）は、対敵協力に関する2つの法律を採択し、ウクライナ大統領ウォロディミル・ゼレンスキーが署名した:
- 法案第5143号は、ウクライナ刑法に第111-1条「反逆罪」を追加する。改正案によると、ロシアが占領している地域で選挙を組織したり、権力を組織したりする試みに対する法的責任が導入された。
- 法案第5144号は、ウクライナの刑事および刑事訴訟法を改正する。変更によると、「対敵協力」の概念が導入され、ウクライナに対するロシアの武力侵略の公然の否定、侵略国の決定の支持、プロパガンダと物的資源の移転に対して処罰が導入された。

## 当局
侵攻後、ロシア軍によって占領された多数の集落で、ロシアの軍司令部は軍民当局を組織し始めた。
ウラジーミル・プーチン大統領が2022年2月24日の侵攻前の演説で、ロシアの計画にはウクライナ領の占領は含まれないと述べたにもかかわらず、ロシアの軍司令部は多数の占領した集落で軍民当局を組織し始めた。
ルハーンシク州では、ロシア軍はスタニツィア・ルハンスカ市長のAlbert Zinchenkoと、ルビージュネ市長のSerhiy Khortivの支援を受けた。
この侵攻は、既に禁止されている新ロシア派政党「野党プラットフォーム ― 生活党」のイリャ・キヴァ議員に支持され、キヴァは「西側の占領からのウクライナの解放」を求めた。2022年3月6日、ウクライナ検事総長のイリーナ・ベネディクトワは、キヴァに反逆罪とウクライナの領土保全侵害容疑がかけられていると発表した。2022年3月15日、キヴァは議員権限を剥奪され、335人の議員がウクライナ議会からのキヴァの追放に賛成票を投じ、キヴァは反逆罪で指名手配された。

## 規模
2022年3月26日時点で、ウクライナ国家捜査局は、約200件の対敵協力事件を提起した。2022年4月3日、ウクライナ検事総長のイリーナ・ベネディクトワは、反逆罪の疑いで99人、対敵協力の疑いで4人が拘留されていると発表した。